# Lista dei Masters of the Horse

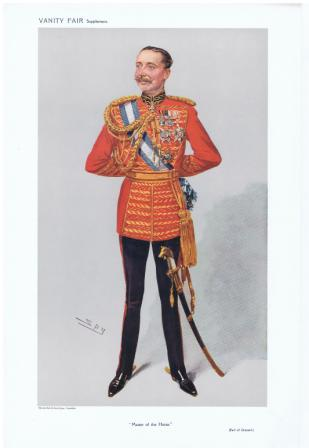
Il conte di Granard nel suo ruolo di Master of the Horse, 1908

La seguente lista contiene i nomi di molte delle persone che ricoprirono l'incarico di Master of the Horse in Inghilterra. La lista è incompleta dal momento che molti di quelli antichi sono ad oggi ancora sconosciuti. Il periodo di servizio è indicato con le date dopo il nome.

## Masters of the Horse

### XIV e XV secolo
- Sir John (de) Brocas, di Clewer. De facto Master of Horse di re Edoardo III c.1360–1371
- Sir Bernard (de) Brocas 1371–
- Sir Thomas de Murriex
- Thomas de Clifford, VI barone de Clifford 1388–1391
- Sir John Russell 1391–1398
- Richard Redman 1399–1399
- Robert Waterton 1399–1405
- John de Waterton 1405–1421
- Sir Henry Noon
- Richard de Beauchamp, XIII conte di Warwick
- Sir Walter Beauchamp 1429–1430
- Sir John Styward
- Lord Beauchamp 1440–
- Sir Thomas de Burgh <1454–?1479
- Sir John Cheyney 1479–1483
- Sir Thomas Tyrrell 1483–1483
- Sir James Tyrell 1483–

### XVI secolo
- Sir Thomas Brandon c.1485–1510
- Sir Thomas Knyvet 1510–1512
- Charles Brandon, I duca di Suffolk 1513–1515
- Sir Henry Guildford 1515–1522
- Sir Nicholas Carew 1522–1539
- Sir Anthony Browne 1539–1548
- Conte di Pembroke 1548–1552
- John Dudley, II conte di Warwick 1552–1553
- Sir Edward Hastings 1553–1556
- Sir Henry Jerningham 1556–1558
- Lord Robert Dudley 1558–1587, creato Conte di Leicester nel 1564
- Robert Devereux, II conte di Essex 1587–1601

### XVII secolo
- Edward Somerset, IV conte di Worcester (c. 1601–1616)
- Sir George Villiers (1616–1628), creato Duca di Buckingham nel 1623
- Henry Rich, I conte di Holland (1628)
- Marchese di Hamilton (1628–c. 1644), creato Duca di Hamilton nel 1643
- Principe Rupert del Reno (1653–1655), in esilio
- John Claypole (1653–?1660), nominato da Oliver Cromwell durante il Commonwealth
- George Monck, I duca di Albemarle (1660–1668)
- George Villiers, II duca di Buckingham (1668–1674)
- James Scott, I duca di Monmouth (1674–1679)
- In commissione (1679–1681):
  - Sir Stephen Fox
  - Sir Richard Mason
  - Sir Nicholas Armorer
  - Thomas Wyndham
  - Roger Pope
- Charles Lennox, I duca di Richmond (1681–1685)
- Commissari nominati durante la minore età del duca di Richmond (1682–1685):
  - Henry Guy
  - Theophilus Oglethorpe
  - Charles Adderley
- Lord Dartmouth (1685–1689)
- Henry Overkirke (1689–1702)

### XVIII secolo
- In commissione (1702):
  - Sir Stephen Fox
  - Sir Benjamin Bathurst
  - Hugh Chudleigh
- Charles Seymour, VI duca di Somerset (1702–1712)
- In commissione (1712–1714):
  - Conyers Darcy
  - George Feilding
- Charles Seymour, VI duca di Somerset (1714–1715)
- In commissione (1715–1717):
  - Conyers Darcy
  - Francis Negus
- In commissione (1717–1727):
  - Francis Negus
- Richard Lumley, II conte di Scarbrough (1727–1735)
- Charles Lennox, II duca di Richmond (1735–1750)
- vacante
- Marchese di Hartington (1751–1755)
- Lionel Sackville, I duca di Dorset (1755–1757)
- Conte Gower (1757–1760)
- Francis Hastings, X conte di Huntingdon (1760–1761)
- John Manners, III duca di Rutland (1761–1766)
- Conte di Hertford (1766)
- Peregrine Bertie, III duca di Ancaster e Kesteven (1766–1778)
- Hugh Percy, I duca di Northumberland (1778–1780)
- George Montagu, I duca di Montagu (1780–1790)
- James Graham, III duca di Montrose (1790–1795)
- John Fane, X conte di Westmorland (1795–1798)
- Philip Stanhope, V conte di Chesterfield (1798–1804)

### XIX secolo
- Francis Seymour-Conway, II marchese di Hertford (1804–1806)
- Henry Herbert, I conte di Carnarvon (1806–1807)
- James Graham, III duca di Montrose (1807–1821)
- Charles Sackville-Germain, V duca di Dorset (1821–1827)
- George Osborne, VI duca di Leeds (1827–1830)
- William Keppel, IV conte di Albemarle (1830–1834)
- Charles Sackville-Germain, V duca di Dorset (1835)
- William Keppel, IV conte di Albemarle (1835–1841)
- George Child-Villiers, V conte di Jersey (1841–1846)
- Henry Fitzalan-Howard, XIII duca di Norfolk (1846–1852)
- George Child-Villiers, V conte di Jersey (1852)
- Arthur Wellesley, II duca di Wellington (1853–1858)
- Henry Somerset, VIII duca di Beaufort (1858–1859)
- George Brudenell-Bruce, II marchese di Ailesbury (1859–1866)
- Henry Somerset, VIII conte di Beaufort (1866–1868)
- George Brudenell-Bruce, II marchese di Ailesbury (1868–1874)
- Orlando Bridgeman, III conte di Bradford (1874–1880)
- Hugh Grosvenor, I duca di Westminster (1880–1885)
- Orlando Bridgeman, III conte di Bradford (1885–1886)
- Richard Boyle, IX conte di Cork (1886)
- William Cavendish-Bentinck, VI duca di Portland (1886–1892)
- William Monson, I visconte Oxenbridge (1892–1894)
- Richard Boyle, IX conte di Cork (1894–1895)
- William Cavendish-Bentinck, VI duca di Portland (1895–1905)

### XX secolo
- Osbert Molyneux, VI conte di Sefton (1905–1907)
- Bernard Forbes, VIII conte di Granard (1907–1915)
- Edwyn Scudamore-Stanhope, X conte di Chesterfield (1915–1922)
- Thomas Thynne, V marchese di Bath (1922–1924)[1][2]
- Bernard Forbes, VIII conte di Granard (1924–1936)[3][4]
- Henry Somerset, X duca di Beaufort (1936–1978)
- David Fane, XV conte di Westmorland (1978–1991)[5]
- Savile Crossley, III barone Somerleyton (1991–1999)[6]
- Samuel Vestey, III barone Vestey (1999–2018)[7]
- Rupert Ponsonby, VII barone de Mauley (2019-oggi)[8]